# Bunt Czerwonych Turbanów
Bunt Czerwonych Turbanów – wystąpienie janczarów przeciwko sułtanowi tureckiemu Ahmedowi III w 1730 roku. Nazwa pochodzi od charakterystycznego nakrycia głowy buntowników. 

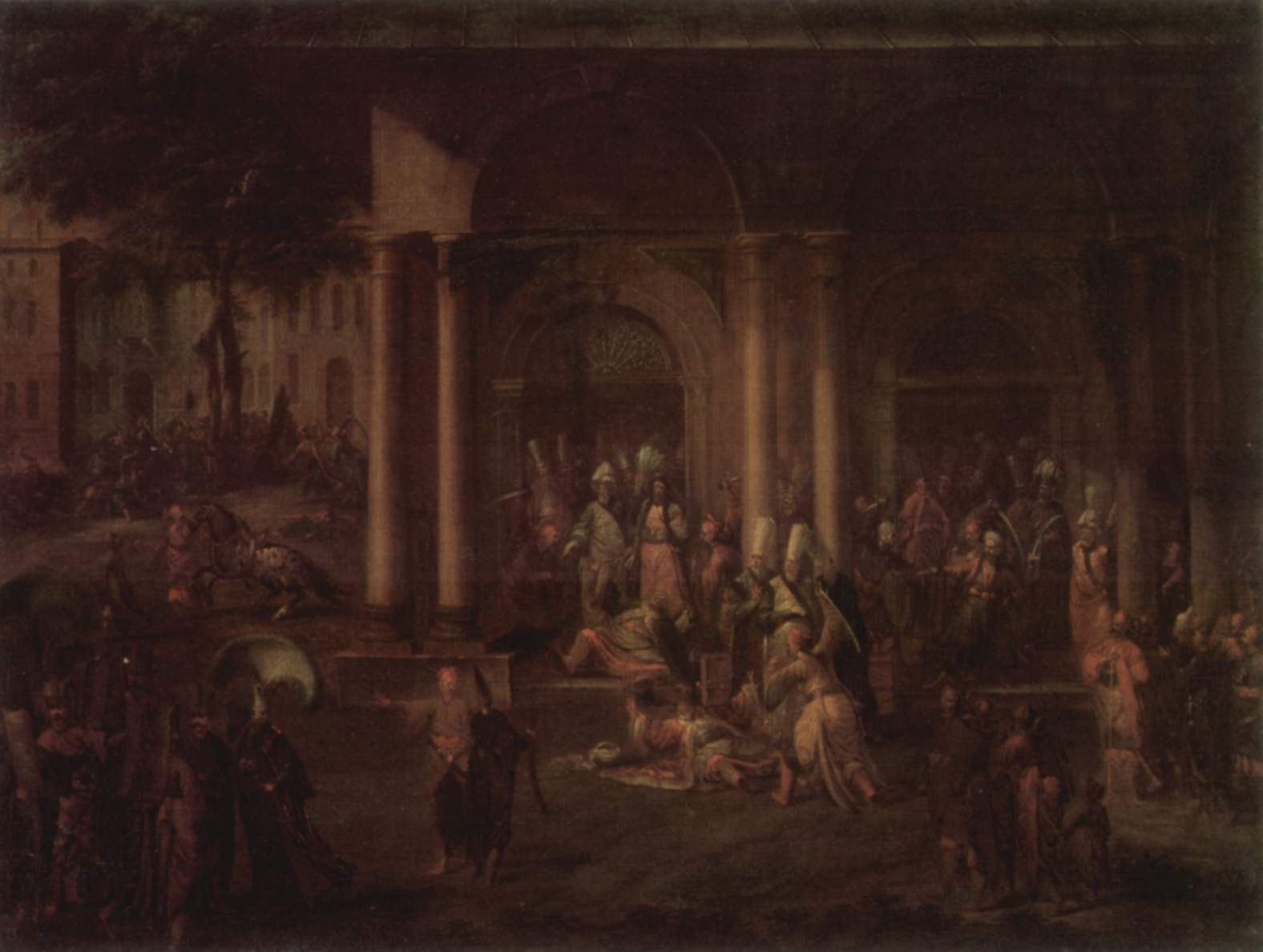
Powstanie Patrony Halila

Zbytek dworu sułtana w Erze Tulipanów oraz niepowodzenia na froncie perskim w kolejnej wojnie, wywoływały niezadowolenie społeczeństwa obciążanego na te cele wysokimi podatkami. Janczarzy wykorzystali wrzenie wśród ludu i wystąpili zbrojnie przeciwko sułtanowi w Stambule 28 września 1730 roku. Domagano się ustąpienia wielkiego wezyra Ibrahima Paszy Newszedirlego. Wkrótce wystąpienie przerodziło się w powstanie zbrojne pod przewodnictwem janczara Patrony Halila. Powstańcy pustoszyli pałace i miasta. Mimo iż dla ratowania sytuacji sułtan kazał zabić wielkiego wezyra i znienawidzonych przez lud dostojników, wkrótce jednak sam musiał zrzec się tronu. Nowym sułtanem został 1 października 1730 roku Mahmud I. Zniósł on dodatkowe podatki oraz zmniejszył stare. Mimo to, władza w mieście nadal należała do buntowników. 24 listopada 1730 roku do pałacu sułtana został zaproszony Patrona Halil oraz inni przywódcy pod pozorem pertraktacji na temat zmian w Dywanie. Straż pałacowa wymordowała zaproszonych, a zwłoki zrzucono do morza.